# Câlnic (Gorj)
Pour l’article homonyme, voir Câlnic.
Câlnic est une commune roumaine située dans le județ de Gorj.